# Wilm Brepohl
Wilm Brepohl (* 15. Oktober 1943 in Bad Essen) ist ein deutscher Verwaltungsbeamter im Ruhestand und Autor.

## Leben
Brepohl stammt aus Petershagen. In seinem Berufsleben war er zuletzt leitender Verwaltungsdirektor im Kulturdezernat des Landschaftsverbandes Westfalen-Lippe in Münster. Zudem ist er Mitglied der Geographischen Kommission für Westfalen. Brepohl war ehrenamtliches Mitglied im Stadtrat von Münster, Stadtbezirk Ost. 
Er ist Autor von historischen und geographischen Werken, insbesondere zur provinzialrömischen Geschichte.
Sein Vater war der Kreisheimatpfleger Wilhelm Brepohl.

## Werke
- Arminius gegen Germanicus;  der Germanicus-Feldzug im Jahre 16 n. Chr. und seine Hintergründe. 2., erweiterte und aktualisierte Auflage, Aschendorff Verlag, Münster, 2012
- Neue Überlegungen zur Varusschlacht. Aschendorff, Münster, 2012
- Die Familie Ney in Münster bis 1852 – Eine Spurensuche In: ROME B. (Hg.): Elisabeth Ney. Bildhauerin in Europa und Amerika. Münster, Köln, 2008
- Fred Patrik. Schüsse im GeistertalIn: GÖDDEN W. (Hg.): Flammende Herzen. Unterhaltungsliteratur aus Westfalen. S. 89–92, Bielefeld, 2007
- Rattenede. ABC-Geschichten aus dem Alltag Münster, 2003
- Wilm Brepohl, U.C. Hoebel: Wasserkraft in Westfalen. Bestandsaufnahme Bd. 1. Münster, 1989
- Varusschlacht aus anderer Sicht In: Heimatpflege in Westfalen, H. 2/2000 S. 1–6, Münster 2000
- H. Dilcher gemeinsam mit N. Berger, Wilm Brepohl et al.: Schuldrecht. Besonderer Teil in programmierter Form Berlin, New York, 1982
- H. Dilcher gemeinsam mit N. Berger, Wilm Brepohl et al.: Sachenrecht in programmierter Form (4. Aufl.). Berlin, New York, 1982
- P. Bertram, Wilm Brepohl, H.D. Klink, M.U.B. Kroekel, Westaermann: Studium und soziale Situation Bochum, o. J.

| Personendaten    | Personendaten                          |
| ---------------- | -------------------------------------- |
| NAME             | Brepohl, Wilm                          |
| KURZBESCHREIBUNG | deutscher Verwaltungsbeamter und Autor |
| GEBURTSDATUM     | 15. Oktober 1943                       |
| GEBURTSORT       | Bad Essen                              |